# Caffè Pedrocchi

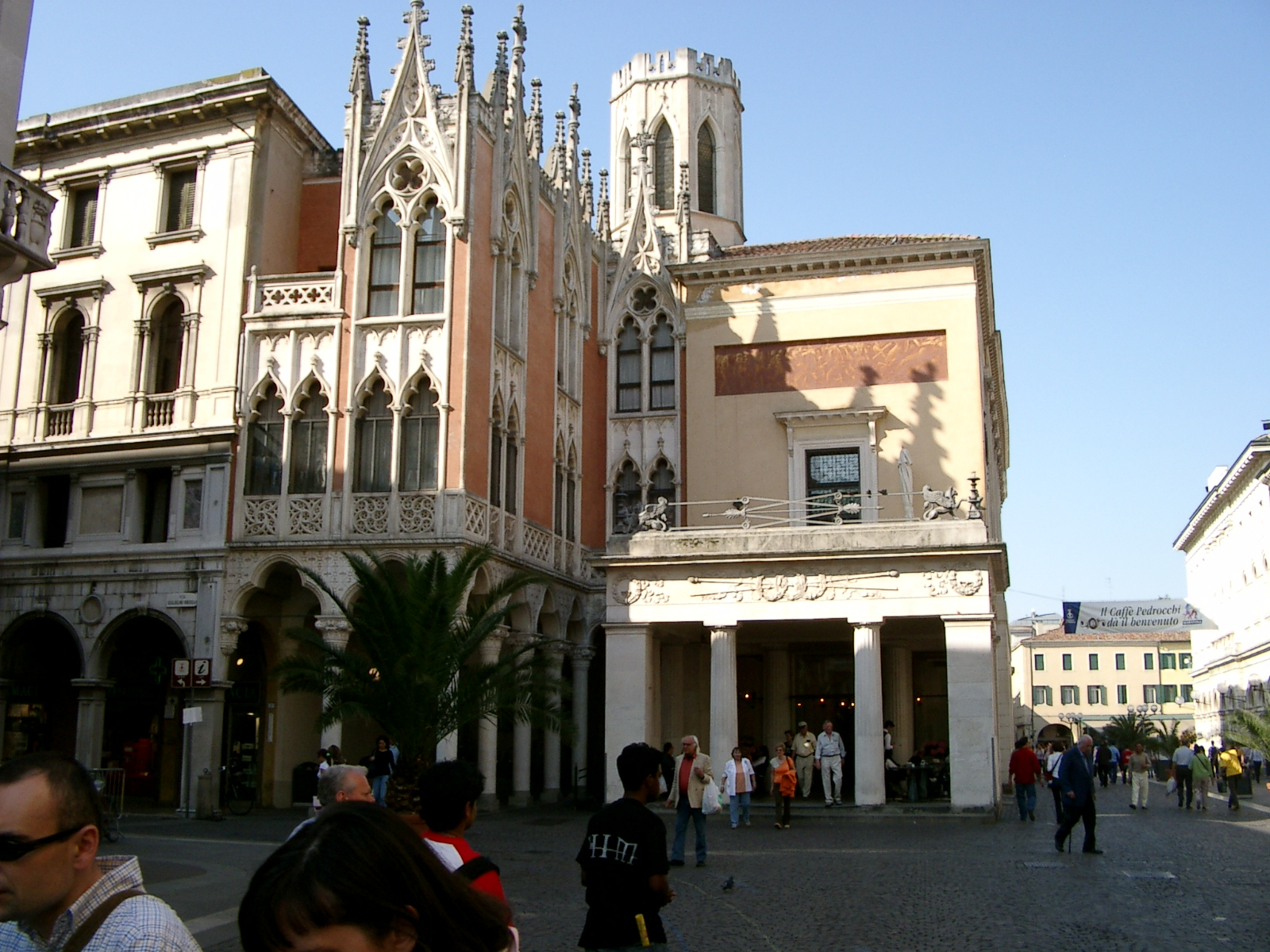
El histórico Caffè Pedrocchi: vista del lado sur, con el pórtico neogótico.

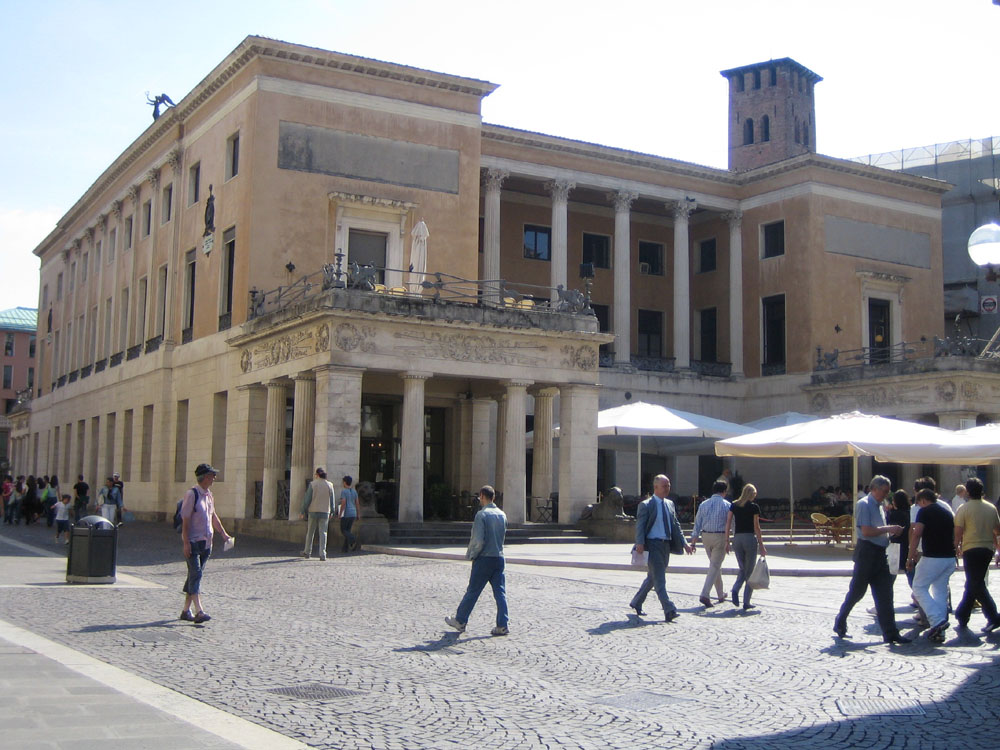
Vista desde el noroeste.

El Caffè Pedrocchi es un café histórico de fama internacional situado en pleno centro de Padua, Italia, en el número 15 de la Via VIII Febbraio. Abierto día y noche hasta 1916 y apodado por esta razón el caffè senza porte («café sin puertas»), durante más de un siglo ha sido un prestigioso punto de encuentro frecuentado por intelectuales, estudiantes, académicos y políticos. El 8 de febrero de 1848, la agresión en su interior de un estudiante universitario dio origen a algunas de los revoluciones que caracterizaron el Risorgimento italiano y que son recordadas todavía en la actualidad en el himno oficial universitario, Di canti di gioia.

## Historia
Entre los siglos xviii y xix el consumo del café se difundió en Italia y de esta manera se fue afirmando la tradición del café como círculo burgués y como lugar de encuentro público, en contraposición a la dimensión privada de los salones de las residencias nobiliarias. En Padua la presencia de más de tres mil personas entre estudiantes, comerciantes y militares hizo que este tipo de actividad floreciera más que en otras ciudades.
En este contexto, en 1772 el bergamasco Francesco Pedrocchi abrió una exitosa cafetería (bottega del caffè) en un punto estratégico de Padua, a poca distancia de la Universidad, del Ayuntamiento, de los mercados, del teatro, de la oficina de correos, y de la Piazza dei Noli (actual Piazza Garibaldi), desde la cual partían diligencias hacia las ciudades cercanas.

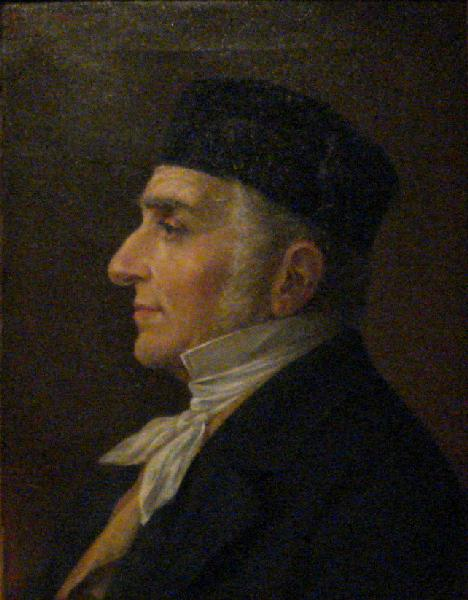
Retrato de Antonio Pedrocchi, de Achille Astolfi, Museo del Risorgimento e dell'età contemporánea, Padua.

Su hijo Antonio, que heredó la floreciente actividad de su padre en 1800, demostró pronto su capacidad empresarial decidiendo invertir los beneficios en la compra de los inmuebles contiguos al suyo y, pasados unos veinte años, era el propietario de toda la manzana, que tiene una forma aproximadamente triangular y estaba delimitada al este por la Via della Garzeria (actual Via VIII Febbraio), al oeste por la Via della Pescheria Vecchia (actual Vicolo Pedrocchi) y al norte por el Oratorio di San Giobbe (actual Piazzetta Pedrocchi).
El 16 de agosto de 1826 Antonio Pedrocchi presentó a las autoridades municipales un proyecto para la construcción de un establecimiento, que comprendería locales destinados al tueste, a la preparación del café, a la «conservación del hielo» y a la preparación de las bebidas. Antes de emprender estas obras, Pedrocchi había encargado a otro técnico, Giuseppe Bisacco, que demoliera las construcciones preexistentes en la manzana y construyera un nuevo edificio pero, insatisfecho por el resultado, había pedido a Giuseppe Jappelli, ingeniero y arquitecto de fama europea y exponente de relieve de la burguesía de la ciudad que frecuentaba el café, que reproyectara el complejo dándole un aspecto elegante y distintivo.
Pese a las dificultades ocasionadas por tener que diseñar sobre una planta irregular y por tener que coordinar fachadas espacialmente diferentes, Jappelli fue capaz de proyectar un edificio ecléctico que encuentra su unidad en su configuración de estilo neoclásico. El ilustre veneciano quiso trasladar a la arquitectura su visión laica e ilustrada de la sociedad, creando el que posteriormente se convertiría en uno de los edificios más emblemáticos de la ciudad de Padua.
La planta baja fue finalizada en 1831, mientras que en 1839 se realizó el nuevo cuerpo de estilo neogótico denominado Pedrocchino, destinado a acoger la offelleria (pastelería). Con ocasión del IV Congresso degli scienziati italiani (evento con un título significativo, debido a que Padua se encontraba todavía bajo la dominación austríaca), en 1842 se inauguraron las salas de la planta superior que, siguiendo el gusto historicista de la época, fueron decoradas en diferentes estilos, creando un singular recorrido a través de las civilizaciones humanas. Estas salas estaban destinadas a encuentros, conferencias, fiestas y espectáculos, y su uso se concedía a las asociaciones públicas y privadas que, por diversas razones, organizaban eventos.
Para su realización Jappelli se valió de la colaboración del ingeniero veronés Bartolomeo Franceschini y de numerosos decoradores, entre ellos el romano Giuseppe Petrelli, al cual se debe la fusión de las barandillas de las terrazas con los grifos, los belluneses Giovanni De Min, diseñador de la sala griega, Ippolito Caffi, de la sala romana, y Pietro Paoletti, de la sala pompeyana, y el paduano Vincenzo Gazzotto, autor de la pintura sobre el techo de la sala renacentista.
Antonio Pedrocchi falleció el 22 de enero de 1852. Impulsado por la voluntad de dejar la gestión de su café a una persona de confianza, había adoptado a Domenico Cappellato, el hijo de un aprendiz suyo, que tras la muerte de su padre putativo se comprometió en dar continuidad a la empresa que recibió en herencia, pese a ceder la gestión de las diferentes secciones del establecimiento. Tras la muerte de Cappellato, producida en 1891, el café pasó al Ayuntamiento de Padua. En un testamento redactado algunos meses antes, Cappellato dejaba el establecimiento a sus conciudadanos:

Hago una obligación solemne e imperecedera al Ayuntamiento de Padua de conservar a perpetuidad, además de la propiedad, el uso del establecimiento tal y como se encuentra actualmente, intentando promover y desarrollar todas las mejoras que traerá el progreso de los tiempos para ponerlo al nivel de estos, sin pasar por alto nada para que pueda mantener su liderazgo en Italia.
Testamento de Domenico Cappellato Pedrocchi

### La decadencia

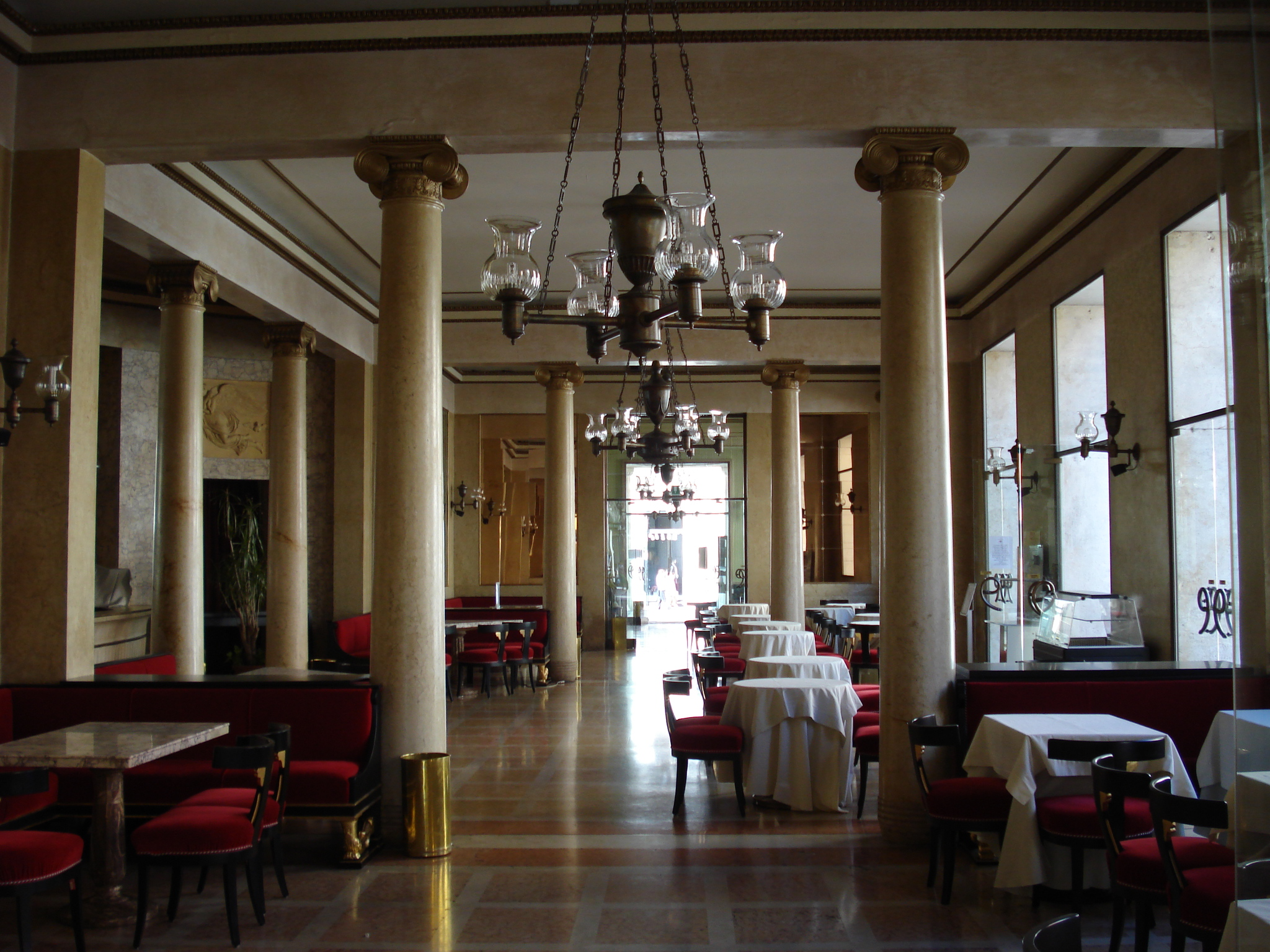
Vista de la Sala Roja en la planta baja del café.

Una inevitable decadencia debida a las dificultades ocasionadas por la Primera Guerra Mundial caracterizará el café en los años entre 1915 y 1924. En esta última fecha empezaron las obras de restauración del Pedrocchino, que se prolongarán hasta 1927. Sin embargo, en los años posteriores se dispersó gran parte del mobiliario original diseñado por el propio Jappelli, que será sustituido gradualmente en la época fascista.
Tras la Segunda Guerra Mundial, siguiendo el proyecto del arquitecto Angelo Pisani, que se impuso al de Carlo Scarpa, nunca tomado en consideración por la administración municipal, se inició una nueva restauración que redefinió las habitaciones que daban hacia el callejón posterior, transformó ese mismo callejón en una galería cubierta con ladrillos de vidrio y construyó algunas tiendas, un puesto telefónico público y una fuente de bronce demoliendo parte de la Offelleria, del restaurante y de la sala de billar.
Pese a las protestas de muchos ciudadanos y el asombro de la superintendencia de monumentos, el histórico mostrador de mármol fue sustituido con mostradores modernos, se instaló una fuente luminosa de neón y los mapas de la sala central, característicos por la representación invertida de las tierras emergidas (curiosamente el sur estaba representado arriba) fueron sustituidos con espejos.
Durante buena parte de los años ochenta y noventa, el Pedrocchi permaneció cerrado por dificultades entre los titulares de la gestión y el Ayuntamiento; en 1994 se decidió finalmente su recuperación y se encargó al arquitecto Umberto Riva y sus colaboradores M. Macchietto, P. Bovini y M. Manfredi la tarea de remediar los daños provocados por la devastadora restauración de Pisani de los años cincuenta y devolver a su antiguo esplendor las instalaciones del histórico café. Tras la ejecución de la primera fase de las obras, el 22 de diciembre de 1998 el café fue restituido a los ciudadanos de Padua.
Hasta 1916 el café permaneció abierto día y noche, y por esta razón era llamado il caffè senza porte («el café sin puertas»).

## Arquitectura

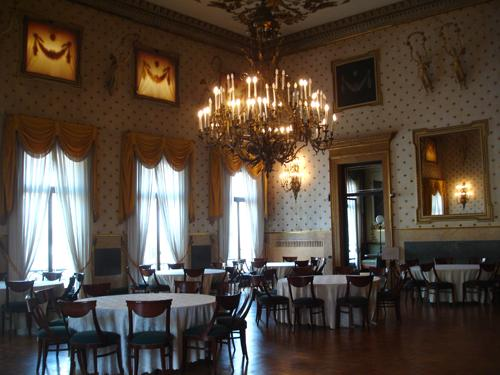
Una de las salas en el piano nobile del Caffè Pedrocchi.

El Caffè Pedrocchi se presenta como un edificio de planta aproximadamente triangular, comparada con un clavecín. La fachada principal tiene un alto zócalo de almohadillado liso, está orientada hacia el este y se desarrolla a lo largo de la Via VIII Febbraio; dan hacia ella las tres salas principales de la planta baja: la Sala Blanca, la Sala Roja y la Sala Verde, llamadas así por el color de las tapicerías instaladas en ellas tras la unificación italiana en 1861.
La Sala Roja es la central y la más grande, está dividida en tres espacios y tiene actualmente restaurado el mostrador estriado de mármol tal y como fue proyectado por Jappelli. La Sala Verde, caracterizada por un gran espejo colocado sobre la chimenea, estaba destinada tradicionalmente a los que quisieran sentarse y leer los periódicos sin la obligación de consumir. Era por tanto el lugar de reunión preferido de los estudiantes sin dinero y en Padua se cree que procede de esta costumbre el idiotismo essere al verde («estar sin blanca»). La Sala Blanca, que da hacia el Palazzo del Bo, conserva en una pared el agujero de un proyectil disparado en 1848 por los soldados austrohúngaros contra los estudiantes en revuelta contra la dominación de la Casa de Habsburgo. Además, también es conocida por ser la ambientación escogida por Stendhal para su novela La certosa di Parma. Completa la planta baja la Sala Octagonal o de la Bolsa, con un mobiliario no muy refinado, destinada originalmente a las contrataciones comerciales.
Al sur el café termina con una logia sostenida por columnas dóricas y flanqueada por el cuerpo neogótico llamado Pedrocchino. Este último está constituido por una torreta de base octogonal que constituye una fuente de luz, gracias a las ventanas dispuestas a cada lado. Además, en su interior hay una escalera de caracol. En el lado norte hay dos logias del mismo estilo, y delante de estas se encuentran cuatro leones de piedra esculpidos por Petrelli, que imitan los de basalto que decoran la cordonata de la Colina Capitolina de Roma. Entre las dos logias del lado norte hay una terraza delimitada por columnas corintias.
La planta superior o piano nobile está dividida en diez salas, cada una de ellas decorada con un estilo diferente:
1. Etrusca
2. Griega
3. Romana: caracterizada por una planta circular;
4. Salita barroca
5. Renacentista
6. Gótica-medieval
7. Herculana o pompeyana: son típicas las decoraciones que recuerdan a las villas romanas;
8. Rossini: es la habitación más grande, reproduce la misma planimetría de la Sala Roja de la planta baja. En esta habitación, dedicada a Rossini y Napoleón, podemos observar estucos de tema musical que representan simbólicamente su uso previsto.
9. Árabe: muy pequeña;
10. Egipcia: en las cuatro esquinas de la sala encontramos pedestales que sostienen un falso entablamento, y diferentes elementos que recuerdan a la cultura egipcia.

La clave de lectura de este aparato decorativo puede ser la romántica de revisitación nostálgica de los estilos del pasado. No se excluye sin embargo una clave esotérica o masónica (Jappelli era masón). Los símbolos egipcios proceden del descifrado de la escritura jeroglífica por parte de Champollion y son más bien un homenaje al gran explorador paduano Giovanni Battista Belzoni, que había descubierto numerosos monumentos egipcios y que Jappelli conocía directamente.
En el piano nobile del establecimiento se encuentra el Museo del Risorgimento e dell'età contemporanea, donde se conservan entre otros el retrato del fundador Antonio Pedrocchi y de su sucesor Domenico Cappellato Pedrocchi, ambos obra de Achille Astolfi.